# Julius Bender

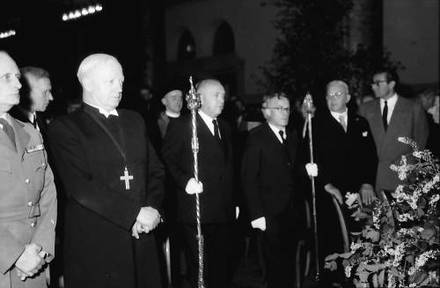
Landesbischof Bender (2. v. l.) bei den Feierlichkeiten zum 500-Jahr-Jubiläum der Universität Freiburg 1956

Ferdinand Julius Bender (* 30. August 1893 in Michelfeld; † 19. Januar 1966 in Karlsruhe) war ein deutscher evangelischer Theologe und Landesbischof der Evangelischen Landeskirche in Baden.

## Leben
Julius Bender besuchte die Gymnasien in Mannheim und Baden-Baden. Nach dem Abitur studierte er Theologie in Tübingen und Kiel, wo er sein Studium abschloss. Während des Studiums prägten ihn vor allem Adolf Schlatter und Erich Schaeder. Danach war er Soldat im Ersten Weltkrieg. Anschließend war er Vikar in Karlsruhe-Hagsfeld, St. Georgen und Schopfheim. 1928 wurde er zum Vorsteher des Diakonissenmutterhauses Nonnenweier (heute Gemeinde Schwanau, Ortenaukreis) gewählt. In jener Zeit war er auch Mitglied des Bruderrats seiner der Bekennenden Kirche zugewandten Gemeinde. Nach Ausbruch des Zweiten Weltkriegs wurde Bender als Major zur Luftwaffe eingezogen und konnte erst 1944 nach Nonnenweier zurückkehren.
Nachdem er schon im Sommer 1945 zum Mitglied des erweiterten Oberkirchenrates berufen worden war, wählte ihn die Landessynode der Evangelischen Landeskirche in Baden Bender im November 1945 zum Landesbischof und damit zum Nachfolger von Julius Kühlewein, der kurz zuvor von seinem Amt zurückgetreten war. Im Februar 1946 trat er sein Amt an. Als Vertreter der Evangelischen Landeskirche in Baden war er von Januar bis Juni 1946 Abgeordneter der Vorläufigen Volksvertretung im Land Württemberg-Baden.
Nach Vollendung seines 71. Lebensjahrs trat Bender in den Ruhestand. Die Landessynode wählte daher im September 1964 Hans Heidland zu seinem Nachfolger. Ein gutes Jahr später verstarb Bender in Karlsruhe.
Bender war zwischen 1929 und 1933 Mitglied der Partei Christlich-Sozialer Volksdienst. Sein Sohn Traugott Bender (CDU) war Justizminister des Landes Baden-Württemberg im Kabinett von Ministerpräsident Hans Filbinger.

## Ehrungen
Bender erhielt 1927 die Ehrendoktorwürde (D. theol. h. c.) der Theologischen Fakultät der Universität Heidelberg. Er war ferner Ehrensenator der Technischen Hochschule Karlsruhe. 1962 erhielt er das Große Bundesverdienstkreuz mit Stern und 1965 verlieh ihm die Stadt Karlsruhe die Ehrenbürgerschaft.